# Assa (kétéltűnem)
Az Assa a kétéltűek osztályának békák (Anura) rendjébe és a Myobatrachidae családba tartozó nem.

## Elterjedése
A nembe tartozó fajok Ausztrália keleti részén, Queensland és Új-Dél-Wales államban honosak.
Hosszú ideig csak az Assa darlingtoni tartozott a nembe. Az Assa darlingtoni genetikai felmérésének eredményeképpen azonban 2021-ben leírtak egy második fajt is, az Assa wollumbint. Mindkét faj különlegessége, hogy a hímek csípőjén bőr alatti tasakok vannak, amelyekben az ebihalakat hordozzák azok átalakulásáig.

## Rendszerezés
A nembe az alábbi fajok tartoznak:
- Assa darlingtoni (Loveridge, 1933)
- Assa wollumbin Mahony, Hines, Mahony, Moses, Catalano, Myers & Donnellan, 2021